# Hubert Rogister
Hubert Rogister (Luik, 25 mei 1881 - 6 december 1943) was een Belgisch senator.

## Levensloop
Rogister was ijzervlechter van beroep. Hij was vanaf 1905 actief bij de socialistische vakbond van de metaalbewerkers.
Hij sloot zich aan bij de Belgische Werkliedenpartij (BWP) en werd na de Eerste Wereldoorlog actief als politicus.
Eerst werd hij verkozen tot gemeenteraadslid van Luik (1921) en tot provincieraadslid (1927-1935).
In 1935 werd hij senator voor het arrondissement Luik, in opvolging van de overleden Valère Henault. Hij bleef het mandaat uitoefenen tot aan zijn dood.
Tijdens de Tweede Wereldoorlog moest hij ontslag nemen als vast secretaris voor de Luikse afdeling van de Belgische Centrale der Metaalbewerkers. Met andere syndicalisten uit het Luikse werd hij actief in de clandestiene pers, met de sluikbladen Combattre en Vaincre, evenals met Le Monde du Travail, het clandestiene blad van de BWP.